# Sous les mers d'Afrique
Sous les mers d’Afrique (titre original : Africa sotto i mari) est un film italien réalisé par Giovanni Roccardi sorti en 1953.

## Synopsis
La séduisante fille d'un millionnaire américain l'accompagne en mer Rouge à bord de son yacht pour une expédition de plongée en haute mer. Elle tombe amoureuse du capitaine.

## Fiche technique
- Titre original : Africa sotto i mari
- Réalisation : Giovanni Roccardi
- Scénario : Alessandro De Stefani, Giovanni Roccardi et Giuliano Tomei
- Dialogues : Ferdinando Contestabile
- Photograpbie : Angelo Jannarelli
- Musique : Angelo Francesco Lavagnino
- Montage : Mario Serandrei
- Format : Couleur
- Pays de production :  Italie
- Genre :
- Durée : 90 min

## Distribution
- Sophia Loren: Barbara Lama
- Steve Barclay: Paolo (sous le nom de "Stephen Barclay")
- Umberto Melnati: Sebastiano Lama
- Alessandro Fersen: Professeur Krauss
- Antonio Cifariello: Pierluigi (sous le nom de "Fabio Montale")
- Antonio Bardi: Franco
- Masino Manunza: Masino
- Osman Omar: Ali
- Ibrahim Ahmed: Hussein
- Ahmed Ben Yusuf: Kassin